# Eunuchové v Číně

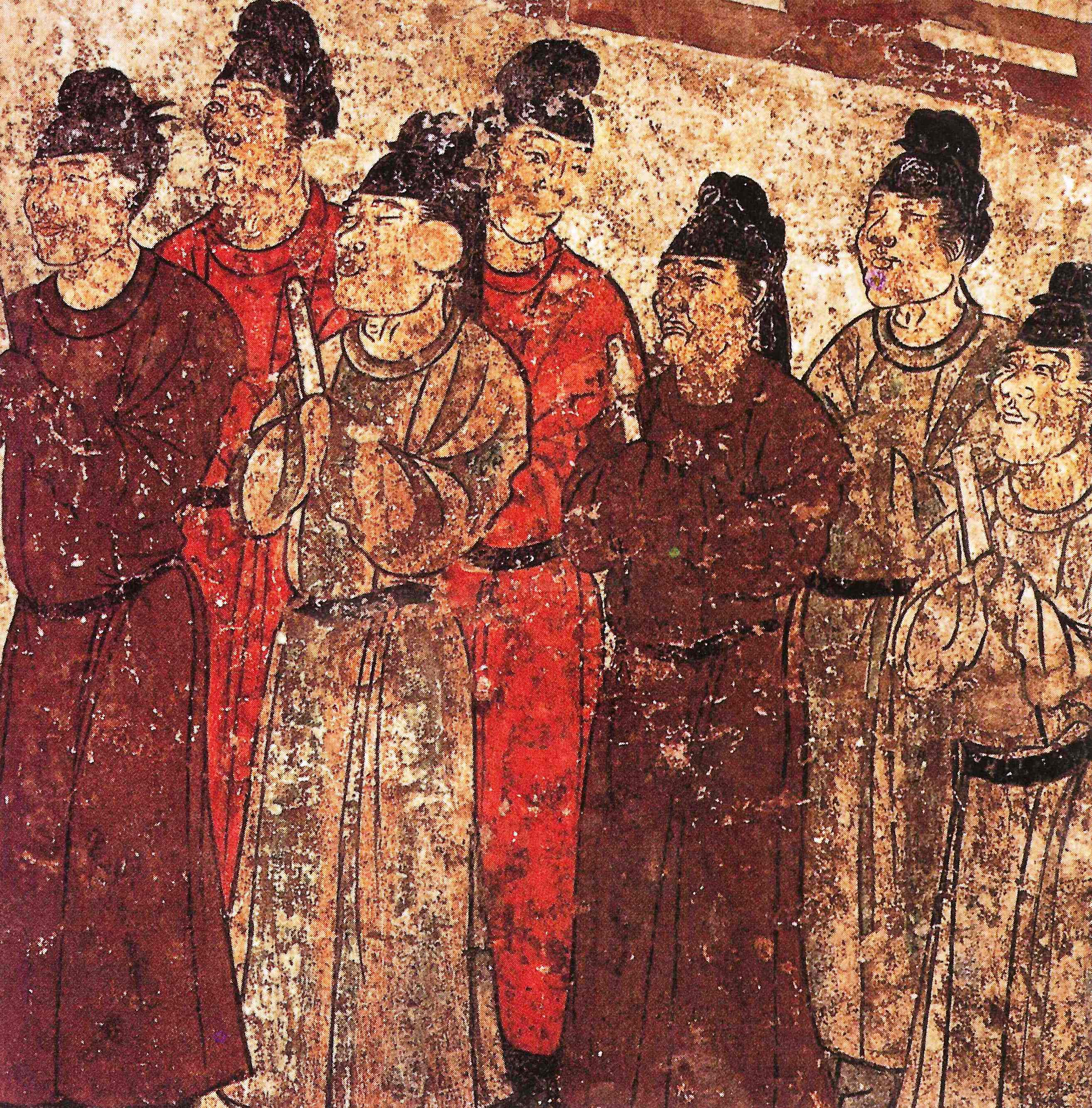
Eunuchové, říše Tchang

Eunuchové v Číně existovali na dvorech prakticky všech panovníků čínských států a říší. Mnozí vládci využívali eunuchy nejenom k obsluze svých harémů, ale i k plnění různých úkolů hospodářského a politického charakteru, takže někdy plnili významné role ve správě státu. V některých případech, zvláště za vlády nezletilých panovníků, eunuchové zaujímali klíčové pozice ve vládě.
Kastrace v Číně zahrnovala jak odstranění varlat, tak penisu, obojí bylo současně odříznuto nožem.
Většina eunuchů sloužila panovníkovi, nicméně nezřídka vlastními eunuchy disponovali i příbuzní panovníků, regionální představitelé a velcí pozemkoví vlastníci.

## Zdroje eunuchů
Panovnický dvůr, případně jiní páni mohli eunuchy získat různými způsoby:
- z chlapců zajatých ve válkách (v mingském období, 14.–17. století, války spojené s vyhnáním Mongolů z Číny a založením mingského státu, válka ve Vietnamu začátkem 15. století, války s miaoskými a jaoskými kmeny na jihozápadě), vykastrovaných a dodaných k panovnickému dvoru. Část takto získaných eunuchů si někdy rozebrali místní hodnostáři;
- kastrace mohla být jedním z trestů, mimo jiné za přestupky politického charakteru;
- eunuchy, podobně jako konkubíny, nezřídka posílali čínským panovníkům vládci okolních zemí jako tribut;
- chudáci se sami vykastrovali, nebo nechali kastrovat své syny, v naději na přijetí do služby u panovnického dvora a únik z bídy. Pokud eunuchové dosáhli u dvora vyššího postavení, pomáhali svým rodinám.

V některých čínských státech a obdobích byla takováto dobrovolná kastrace možná a státem regulovaná, v mingské době byla naopak zakázána už prvním císařem Chung-wuem; jeho vnuk, císař Chung-si, takové dobrovolné eunuchy měl za příživníky a posílal je do pohraničních vojsk. To ovšem chudáky bez životních perspektiv v širším zázemí Pekingu neodstrašovalo a od 70. let 15. století přicházeli sami se vykastrovavší eunuchové žádat o práci v Zakázaném městě po desítkách a stovkách, v pozdněmingském období i po tisících. Jistotu úspěchu neměli, ale v 16. a počátkem 17. století je císařové, mimo jiné v obavách z nepokojů způsobených davy tisíců jinak nezaměstnatelných kastrátů, čas od času masově přijímali do služby a případně rozdávali knížatům z císařského rodu.

## Počty a vliv eunuchů
Význam eunuchů plynul z jejich těsného a pravidelného styku s panovníkem, jehož osobním potřebám sloužili. Jejich použití bylo výhodné; protože za prvé mohli mít přístup k panovníkovým ženám (což byl původní důvod jejich zavedení a důvod proč vzdělanci přes výpady proti nim uznávali jejich potřebnost a nenavrhovali jejich zrušení); za druhé, v čínské společnosti, fixované na zachování rodu, z jejich fyzického postižení plynula sociální podřadnost a proto neměli naději na slušné postavení, natožpak moc nebo prestiž, mimo panovnickou domácnost. Z toho plynula jejich takřka otrocká závislost na panovníkovi. Panovníci si jich cenili i proto že eunuši nemohli zaujmout jejich místo a založit vlastní dynastii.
Podle čínského historika Po Janga (1920–2008) byla v čínských dějinách tři období růstu počtů a vlivu eunuchů na stát, a sice
- 2. století n. l. v období Východní Chan;
- v letech 755–903 v tchangském období od povstání An Lu-šana po omezení moci eunuchů císařem Ču Wenem;
- v mingském období od počátku 15. století (vláda císaře Jung-le) do pádu mingské říše (1644).

Eunuchové existovali patrně už za Šangů, bezpečně jsou doloženi za Čouů. Pevnou pozici získali až v chanském období za císaře Wu-tiho, který zvýšil množství svých konkubín z dvacítky na několik tisíc a adekvátně i počet eunuchů; rovněž je používal jako špehy a ke kancelářské práci a předávání císařských příkazů úředníkům. Umožnil tak jejich pozdější vzestup. V pozdní Chan jejich moc souvisela s izolací císaře ve vnitřním paláci, kam neměli úředníci přístup. Za Tchangů od poloviny 8. století moc eunuchů zesílila oproti raně tchangským dobám a v pozdně tchangském období moc eunuchů převýšila i moc císařů. Totiž koncem tchangské doby eunuchové převzali velení nad armádou a zejména palácovou gardou a získali rozhodující vliv na řešení nástupnictví. Za Sungů byla situace úplně jiná: zakladatel dynastie omezil počet eunuchů na padesát a zakázal jim vstupovat do politiky. Dodržování zákona a vliv byrokracie zabránily opakování tchangské zkušenosti. Také v říši Jüan byly počet a funkce eunuchů pod osobní kontrolou císařů. I první mingský císař Chung-wu se chtěl omezit pouze na několik stovek eunuchů s jasně stanovenými úkoly. Avšak už po svržení druhého mingského císaře Ťien-wena třetím (Jung-lem) roku 1402 počet eunuchů začal růst a jejich úkoly rozšiřovat, protože nový císař se opíral spíše o eunuchy než o úředníky, mnohdy ho považujícími za uzurpátora. Počet eunuchů v mingské říši rostl i za pozdějších císařů, takže ke konci 15. století jich císaři a knížatům z císařského rodu sloužilo na 10 tisíc a před zánikem mingské říše jejich počet dosáhl snad až 100 tisíc.

## Úkoly eunuchů
Řadoví eunuchové vykonávali všemožné povinnosti služebnictva v panovníkově paláci, včetně obsluhy panovníkových žen a konkubín. Ještě více eunuchů zajišťovalo provoz císařského paláce, pro který vyráběli nábytek, hračky, šperky, oděvy a obuv, ale i zbraně, zpracovávali dodávané potraviny, ze surovin vyráběli potřeby pro provoz císařových kanceláří i například toaletní papír. Zajišťovali opravy a údržbu budov a zahrad palácového areálu, čistotu a pořádek tamtéž, starali se o hrobky císařských předků, zajišťovali dřevo pro topení a vodu pro mytí a vaření, starali se o panovnický zvěřinec i jeho koně. Sloužili k panovníkově zábavě jako herci, hudebníci, doprovázeli ho při výjezdech mimo Zakázané město. Eunuchové vyučovali panovníkovy děti, včetně následníka trůnu; takto vzniklé blízké vztahy mohly přetrvat do dospělosti císařů a princů.
V mingském období byli eunuchové v širokém měřítku vysíláni jako osobní císařovi pověřenci i mimo Zakázané město, v regionech kontrolovali výběr daní, dohlíželi na těžbu drahých kovů , výrobu a distribuci soli, výběr cel a různých poplatků. Významnou roli hráli v mingské diplomacii, působili jako vyslanci. Při válečných taženích byli eunuchové jmenováni zástupci velitelů vojsk, přičemž měli dozor nad střelnými zbraněmi, děly a puškami.